# Los Naranjos 1ra. Sección
Los Naranjos 1ra. Sección är en ort i Mexiko.   Den ligger i kommunen Huimanguillo och delstaten Tabasco, i den sydöstra delen av landet, 600 km öster om huvudstaden Mexico City. Los Naranjos 1ra. Sección ligger 29 meter över havet och antalet invånare är 647.
Terrängen runt Los Naranjos 1ra. Sección är mycket platt. Runt Los Naranjos 1ra. Sección är det ganska tätbefolkat, med 60 invånare per kvadratkilometer. Närmaste större samhälle är Cárdenas, 8,0 km norr om Los Naranjos 1ra. Sección. Trakten runt Los Naranjos 1ra. Sección består till största delen av jordbruksmark.